# Leuciris strictifimbriaria
Leuciris strictifimbriaria är en fjärilsart som beskrevs av Charles Oberthür 1916. Leuciris strictifimbriaria ingår i släktet Leuciris och familjen mätare. Inga underarter finns listade i Catalogue of Life.